# Jules Stauber
Jules Jean-Pierre Stauber (* 3. April 1920 in Montreux-Clarens; † 19. Mai 2008 in Nürnberg) war ein deutsch-schweizerischer Cartoonist, Illustrator und Graphiker.

## Leben und Wirken
Jules Staubers Vater war Deutscher, deswegen besaß Jules Stauber neben der schweizerischen auch die deutsche Staatsangehörigkeit. Seine Mutter stammte aus der französischsprachigen Schweiz. Nach dem Schulbesuch in Luzern absolvierte Jules Stauber eine Kunstgewerbelehre und besuchte 1937 die Kunstgewerbeschule. Als er 1939 eine Anstellung als Dekorateur bei Karstadt in Berlin erhielt, reiste der Neunzehnjährige nach Berlin und wurde nach dem Kriegsausbruch im September 1939 zur Wehrmacht eingezogen und einer Nachrichteneinheit zugeteilt. Er wurde als Soldat  in Russland und Italien eingesetzt. Nach der Entlassung aus einem amerikanischen Kriegsgefangenenlager in Nordfrankreich arbeitete Stauber in Nürnberg als Schriftenmaler und Dekorateur. Zugleich besuchte er (gemeinsam mit Ruth Stahl und Oskar Koller) die Gestaltungsklasse der Berufsoberschule, die spätere Fachhochschule Nürnberg, Abteilung Gestaltung. Als besondere Fähigkeit erwies sich in dieser Zeit seine Begabung für humoristische Zeichnungen.
So arbeitete Stauber freiberuflich als Karikaturist und Cartoonist für Zeitungen, Zeitschriften, Wochenblätter und ab 1951 auch als Buchillustrator (erstes Buch: Eugen Kusch: „Auf gut Nürnbergisch“). 1959 erschienen seine ersten Cartoons in der Schweizer Satire-Zeitschrift „Nebelspalter“ und in der Schweizer Wochenzeitung „Die Weltwoche“. Von nun an erschienen seine Zeichnungen regelmäßig in der Süddeutschen Zeitung, den Nürnberger Nachrichten, dem Deutschen Allgemeinen Sonntagsblatt, in Brigitte, in Vital, Ärztliche Praxis, Madame und Publik-Forum.
Verheiratet war Jules Stauber seit 1955 mit der Malerin und Graphikerin Christa Kunze. Das Ehepaar hatte zwei Kinder.

## Ausstellungen (Auswahl)
- 1973 „Darüber lachen die Schweizer“. Titelbilder, Karikaturen, Cartoons aus dem „Nebelspalter“. Hannover, Wilhelm-Busch-Museum.
- 1974 Teilnahme an der Wanderausstellung „100 Jahre Nebelspalter. Titelbilder, Karikaturen, Cartoons“.
- 1974 „Cartoons, Graphic Design“. Einzelausstellung in Nürnberg im Albrecht-Dürer-Haus.
- 1976 Jules Stauber. Cartoons - Graphic Design. Osnabrück. Kulturgeschichtliches Museum (Akzisehaus)  (Es handelt sich wohl um eine Übernahme der Ausstellung im Nürnberger Dürer-Haus von 1974, die als Wanderausstellung auch in Würzburg, Regensburg und Bamberg gezeigt wurde.).
- 2005 „Jules Stauber, Cartoons en gros & en détail“, Einzelausstellung im Kunstmuseum Erlangen (Katalog).
- 2008 Am Rande des Comics – old boys & young boys. Kunstmuseum Erlangen.

## Veröffentlichungen (Auswahl)
- Dem Himmel näher lebt sichs schön. Die Zeichnungen kommentiert von Joachim Wachtel. Nachwort von Eugen Skasa-Weiß. Feldafing 1962.
- Nixen lieben anders. Frankfurt am Main 1962, 12 Bl. (Die kleinen Schmunzelbücher. Bd. 44).
- Leben und leben lassen. Cartoons. München 1976, ISBN 3-423-01225-0.
- Ernst Fabian. Mal der da, mal das da, mal die da. Neue Limericks. Mit Zeichnungen von Jules Stauber. Ebenhausen bei München 1978, ISBN 3-7846-0104-9.
- Ernst Fabian. Im Dasein ist Dasein so wichtig. Vermischte Limericks. Mit Zeichnungen von Jules Stauber. Ebenhausen bei München 1980, ISBN 3-7846-0113-8.
- Die Welt ist rund. Cartoons. München 1980, ISBN 3-423-01554-3.
- Cartoons. München 1983, ISBN 3-453-35632-2.
- St(r)icheleien von Jules Stauber. Eingeleitet und begleitet von Josef Anselm Graf Adelmann von Adelmannsfelden. Freiburg im Breisgau 1986, ISBN 3-451-20659-5.
- Zu zweit. Cartoons. Frankfurt am Main 1992, ISBN 3-596-11296-6.